# 白簕
白簕（学名：Eleutherococcus trifoliatus）为五加科五加属的植物。分布于菲律宾、越南、印度以及中国大陆的中南部，生长于海拔100米至3,200米的地区，多生长于山坡路旁、村落、林缘及灌丛中，目前尚未由人工引种栽培。

## 别名
鹅掌簕、禾掌簕、苦刺心（广东土名）、三加皮（湖南、浙江土名）、三叶五加（广西植物名录）

## 异名
- Acanthopanax setosus H. L. Li
- Acanthopanax trifoliatus (L.) Merr.
- Acanthopanax trifoliatus (L.) Merr. var. setosus (Li) C. B. Shang
- Eleutherococcus trifoliatus (L.) S. Y. Hu var. setosus (H. L. Li) Ohashi

## 外部連結
- 白簕, Baile （页面存档备份，存于） 藥用植物圖像數據庫 (香港浸會大學中醫藥學院) （繁體中文）（英文）